# Cantó de Montlluís
El cantó de Montlluís és una divisió administrativa francesa, situada dins de la Catalunya Nord, departament dels Pirineus Orientals.

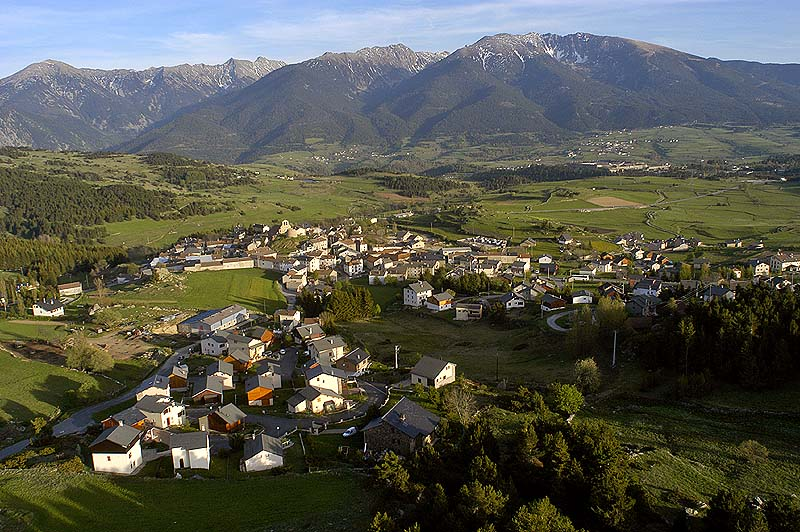
Vista aèria de la Llaguna

## Composició
El cantó de Montlluís està compost per 15 municipis, tots els del Capcir, part de l'Alta Cerdanya i part del Conflent:
- De l'Alta Cerdanya:
  - Bolquera
  - la Cabanassa
  - Montlluís (capital del cantó)
  - Planès
  - Sant Pere dels Forcats
- Del Capcir:
  - els Angles
  - Font-rabiosa
  - Formiguera
  - La Llagona
  - Matamala
  - Puigbalador
  - Ral
- Del Conflent:
  - Cauders de Conflent
  - Fontpedrosa
  - Sautó

Tots els municipis pertanyen a la Comunitat de comunes Capcir Alt Conflent menys Fontpedrosa que forma part de la Comunitat de comunes Conflent-Canigó

## Consellers generals
| Data d'elecció    | Identitat                             | Partit          | Qualitat                                                                                         |
| ----------------- | ------------------------------------- | --------------- | ------------------------------------------------------------------------------------------------ |
| 1833-1839         | Sauveur Colomer                       |                 | Batlle d'Er en 1830                                                                              |
| 1839-1848         | Dominique Vergès                      |                 |                                                                                                  |
| 1848-1852         | François Colomer                      |                 |                                                                                                  |
| 1852-1867         | Joseph Sans                           |                 | Jutge de pau                                                                                     |
| 1867-1871         | Louis Jacomet                         |                 | Jutge del Tribunal de Prada                                                                      |
| 1871-1880         | Gustave Pallarès                      | Republicà       | Batlle de Prada (1861-1870)                                                                      |
| 1880-1893 (decés) | Joseph Blanc                          | Dreta           | Batlle de Montlluís (1873-1878 i 1888-1893)                                                      |
| 1893-1902 (decés) | Alexandre Blanc (germà de l'anterior) | Liberal         |                                                                                                  |
| 1902-1904         | Hippolyte Després                     | Republicà       |                                                                                                  |
| 1904-1919         | André Vilar                           | Rad.            | Cap de gabinet particular del Subsecretari d'Estat de Correus i Telègrafs                        |
| 1919-1928         | Charles Emmanuel Brousse              |                 |                                                                                                  |
| 1928-1940         | Marius Sévène                         | Rad.ind.        | Metge Batlle de Montlluís                                                                        |
| 1945-1961         | Charles Bourrat                       | SFIO            | Antic prefecte de la Mosel·la                                                                    |
| 1961-1973         | Vincent Chicheil                      | UNR després UDR |                                                                                                  |
| 1973 - 1985       | Guy Malé                              | DVD puis UDF    | Director tècnic President del consell general (1982-1987) Senador (1983-1987) Batlle de Bolquera |
| 1985 - 1992       | Antoine Sabaté-Bigorre                | DVD             | Batlle de Montlluís (1983-2001)                                                                  |
| 1992 - 2004       | Raymond Trilles                       | DVG             | Batlle de Matamala                                                                               |
| 2004 - 2011       | Christian Blanc                       | DVD             | Batlle dels Angles                                                                               |
| 2011 - 2015       | Pierre Bataille                       | DVD             | Batlle de Font-rabiosa                                                                           |